# Kan-e Ahmadkhan
Kan-e Ahmadkhan (em persa: كن احمدخان, também romanizada como Kan-e Aḩmadkhān) é uma aldeia do distrito rural de Murmuri, no condado de Abdanan, na província de Ilam, Irã.
No censo de 2006, sua população era de 34 habitantes, em 7 famílias.